# Grenze zwischen Algerien und Tunesien

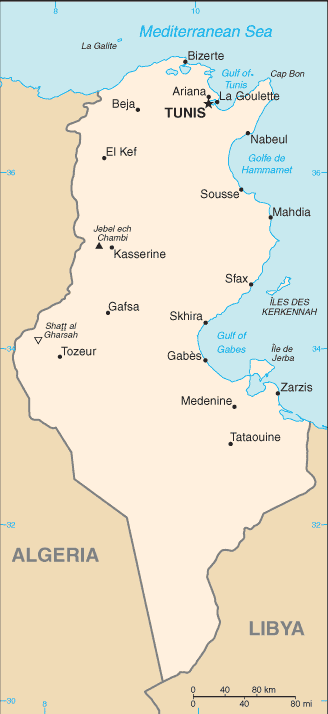
Tunesien, westlich davon Algerien

Die Grenze zwischen Algerien und Tunesien trennt als internationale Grenze diese beiden Staaten. Die Grenze ist 1010 km lang.

## Geschichte
Die beiden Staaten standen unter ottomanischer Oberherrschaft. Algerien kam ab den 1830er Jahren unter französische Herrschaft. Das Beylik Tunesien wurde 1881 französisches Protektorat. Von der Küste am Mittelländischen Meer bis Bir Ramane wurde in mehreren französischen Verordnungen, vor allem 1888/89 und 1901/02 der Grenzverlauf festgelegt. Die Abschnitte bis zur libyschen Grenze wurden wohl erst in der Zeit zwischen 1911 und 1923 festgelegt. 1956 endete das französische Protektorat über das Beylik Tunesien, 1962 erlangte auch Algerien seine Unabhängigkeit. Die endgültige Grenzfestlegung erfolgte in einer Vereinbarung vom 16. April 1968, in der Tunesien auf Ansprüche verzichtete, die die Grenze zwischen den Punkten 220 (Fort Saint) und 233 (Garet el Hamel) betrafen; diese wurden durch eine Vereinbarung zwischen den Außenministern der beiden Länder am 6. Januar 1970 bestätigt. Zwischen dem 10. und dem 19. März 1983 wurde ein Abkommen über die Abmarkung der Grenze zwischen dem Mittelländischen Meer und Bir Romane geschlossen. Die Vereinbarung vom 6. Januar 1970 wurde am 30. Dezember 1993 bei den Vereinten Nationen hinterlegt. Eine weitere Hinterlegung erfolgte 1995.

## Grenzverlauf

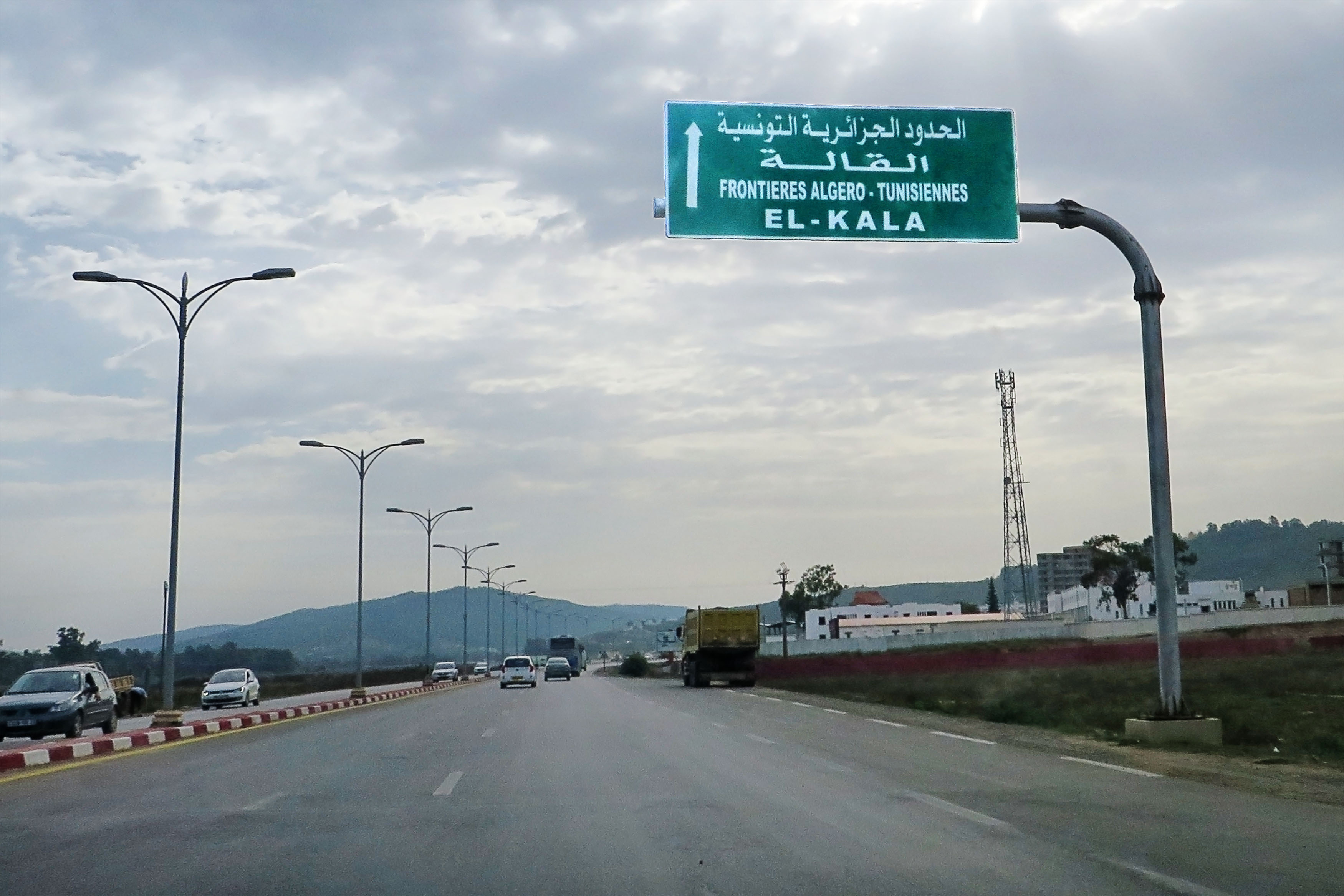
Algerisch-tunesische Grenze in El Kala

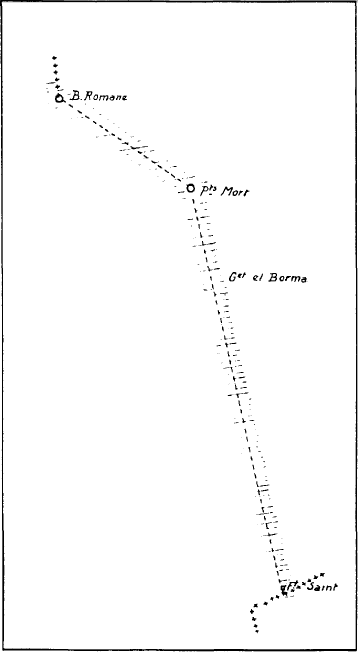
Verlauf der Grenze zwischen Bir Romane und Fort Saint (1929)

Die Grenze verläuft östlich der algerischen Orte Lacroix. Roum el Souk, Oued Mougras, Sidi Fhrerib, Mechtat Ahmed, Ouenza, Aïn Zerga, Ain Kouif, Tébessa und Oum Ali und westlich der tunesischen Orte Tabarka, Ain Draham, Ghardimaou, Hennchir Abid, Sakiet Sidi Youssef, Charpin Ville, Haïdra, Ain Amara, Dernaia, Moularès und Tamerza. Sie führt westlich am Chott el Djerid vorbei und lässt Hazoua auf tunesischer Seite. Weiter verläuft sie in südöstlicher Richtung durch die Sandwüste des östlichen Großen Erg über El Borna fast geradlinig durch bis zu ihrem Ende am Dreiländereck (Grenzstein 220; 30°14'24"N, 9°34'48"E) mit Libyen knapp nördlich vom libyschen Ghadames.